# Magurka (Partizánska Ľupča)
Magurka – osada należąca do słowackiej miejscowości Partizánska Ľupča. Położona jest na wysokości około 1020 – 1100 m w górnej części Doliny Lupczańskiej (Ľupčianska dolina), pod główną granią Niżnych Tatr. Można do niej samochodem dojechać drogą z miejscowości Partizánska Ľupča lub z miejscowości Liptovská Lúžna przez przełęcz Prievalec.
Dawniej była to osada górników, którzy od średniowiecza po początki XX w. wydobywali rudy metali w górnej części Doliny Lupczańskiej. Wybudowali tutaj drewniana kapliczkę. W 1912 r. na jej miejscu wybudowano nowy kościół rzymskokatolicki. Jest to najwyżej na całej Słowacji położona stale zamieszkała osada. Obecnie są tutaj domy, schronisko turystyczne chata Magurka, kościół i źródło wody mineralnej. Osada jest dobrym punktem startowym do pieszych wycieczek na główną grań Niżnych Tatr i na Salatyny. Jest także węzłem szlaków rowerowych, a zimą są tutaj dobre warunki do uprawiania narciarstwa biegowego. W niedużej odległości i niżej znajduje się druga osada – Železné.

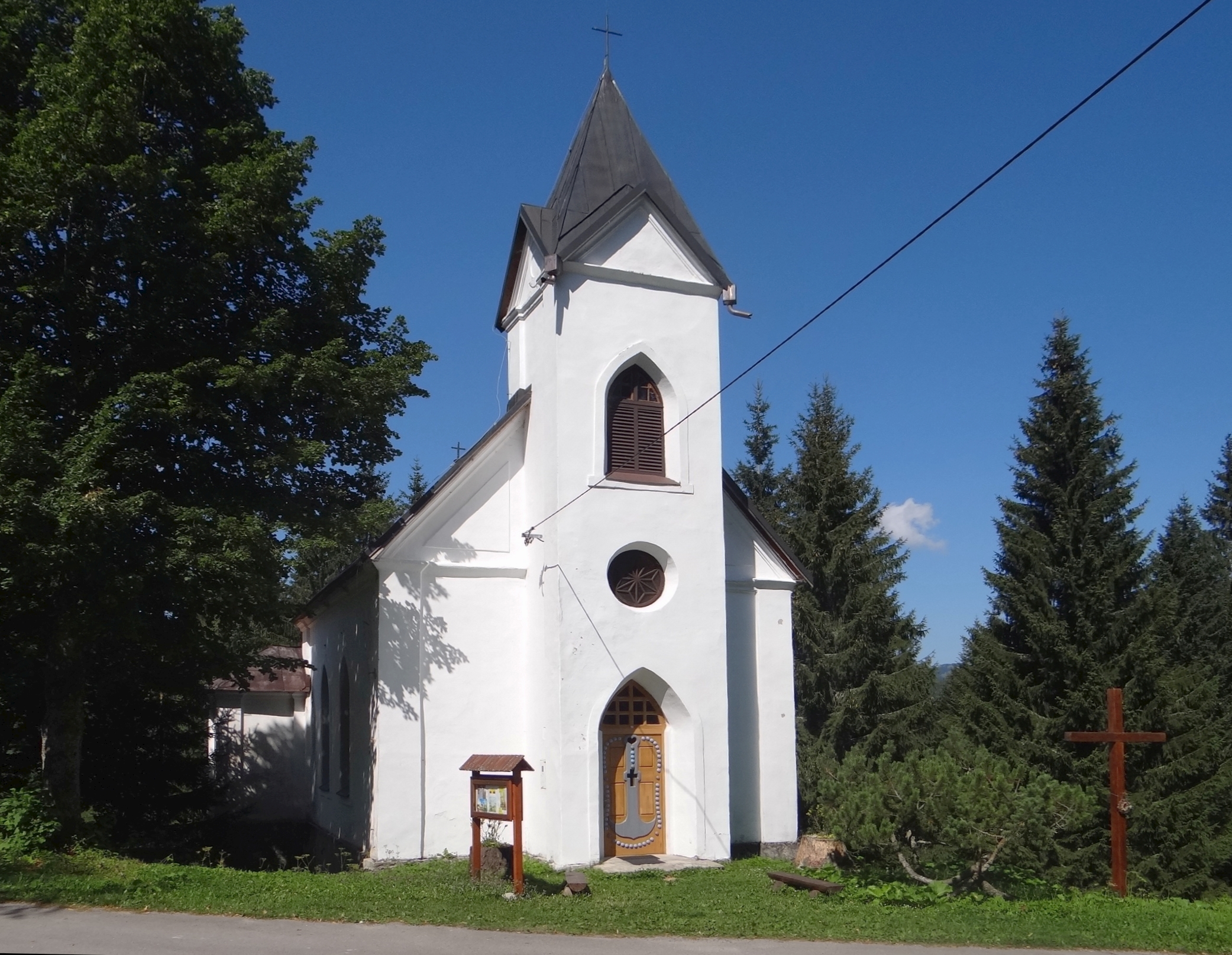
Kościół
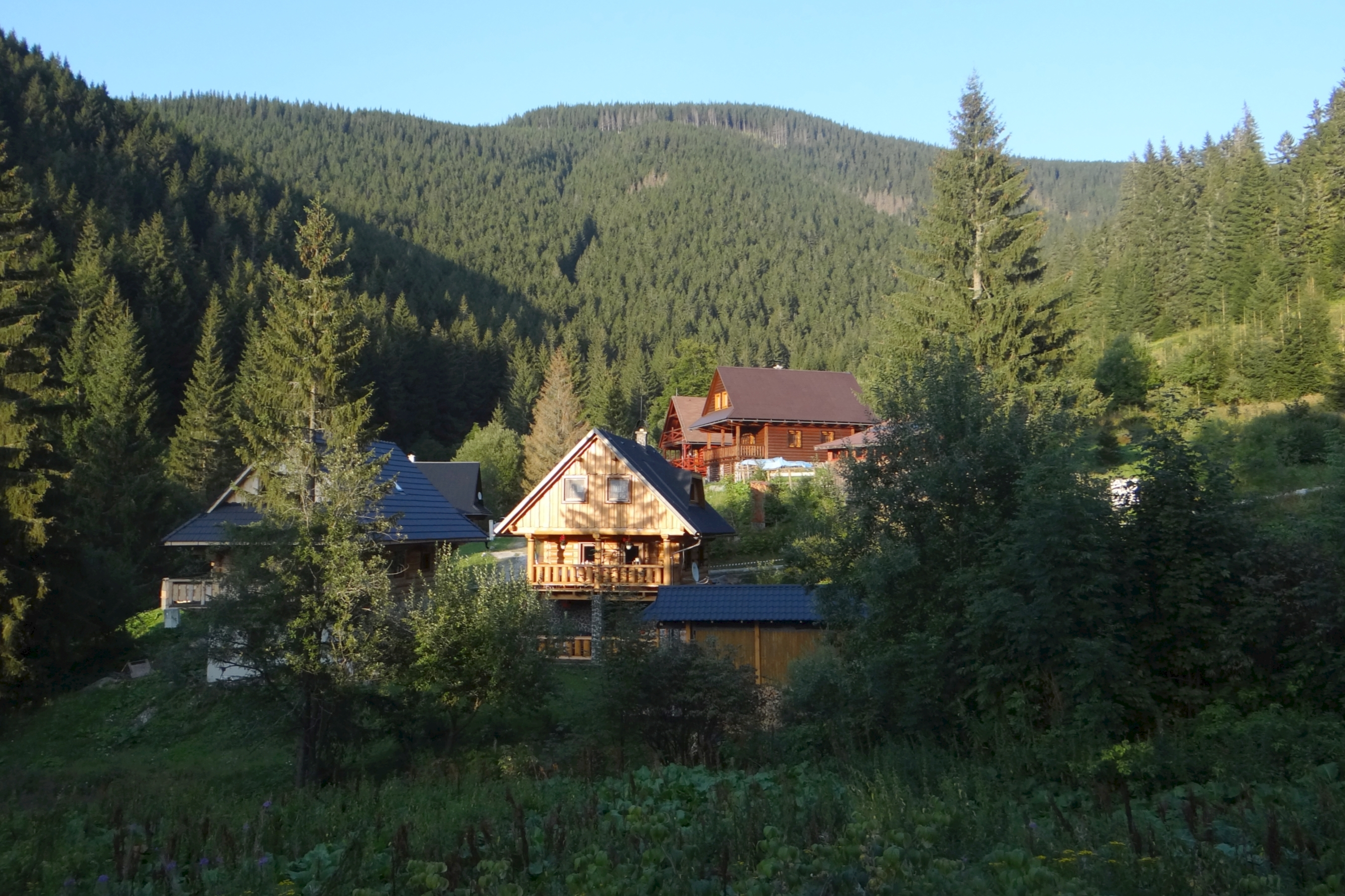
Górna część osady
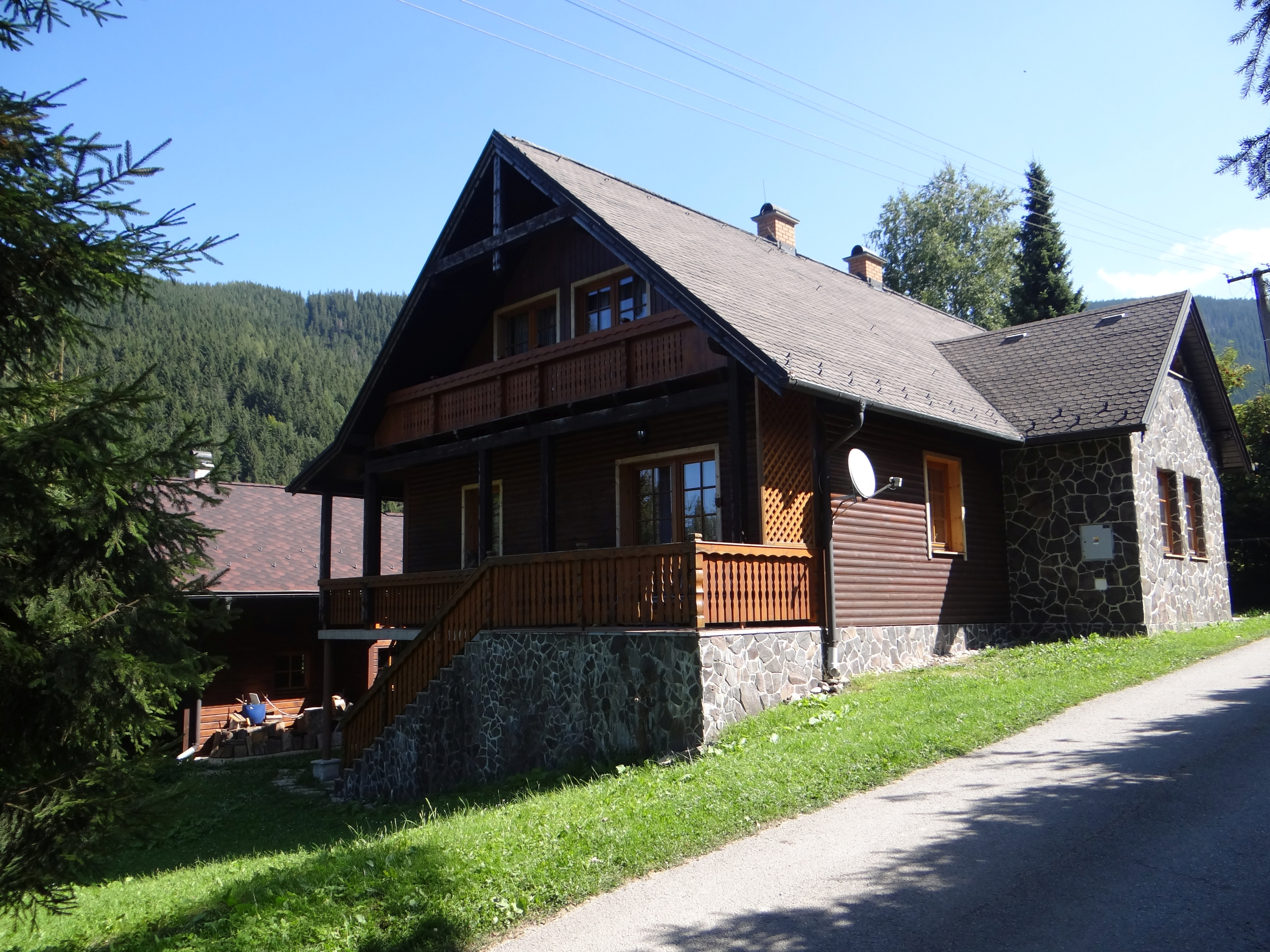
Jeden z domów
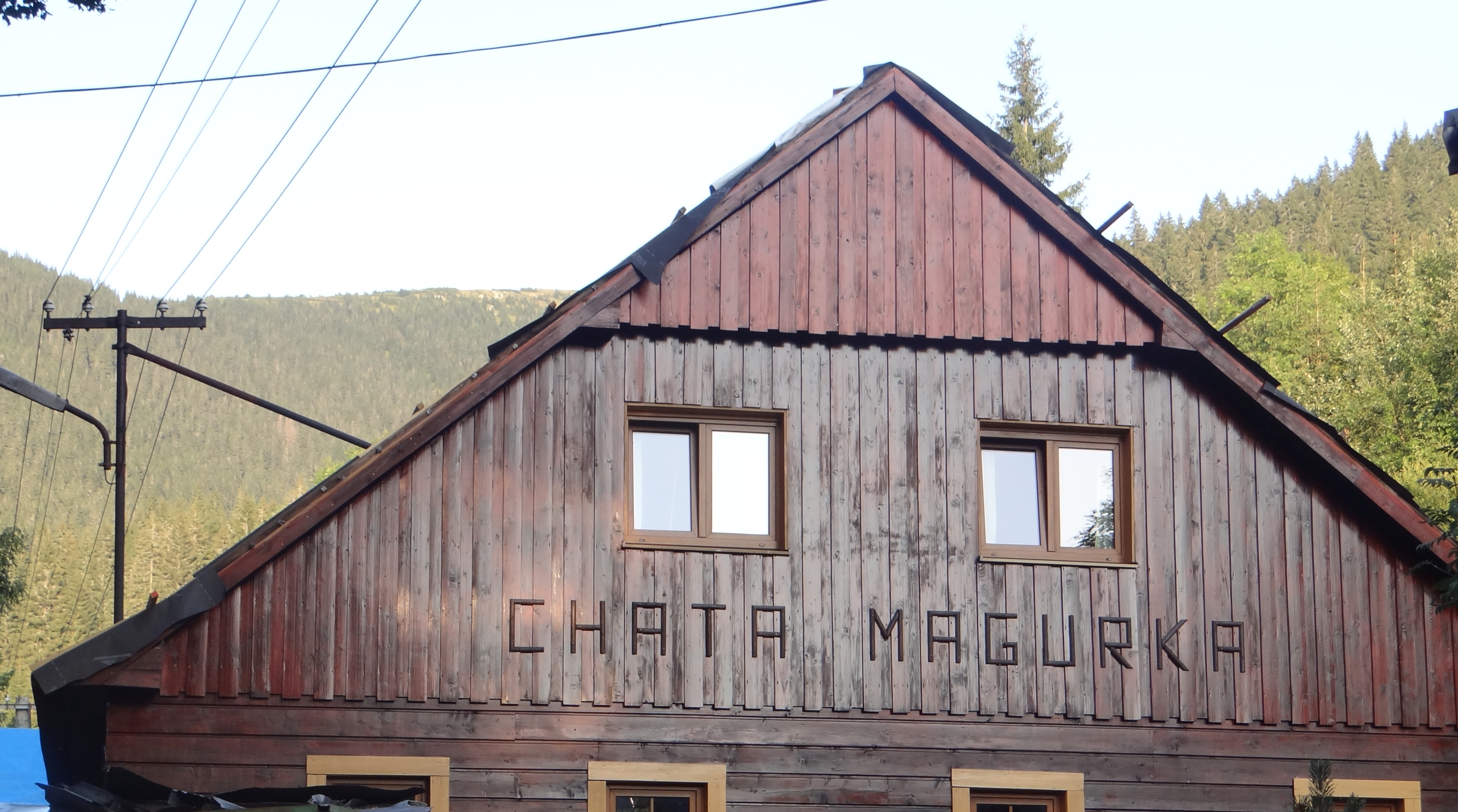
Chata Magurka

## Szlaki turystyczne
pieszy: Magurka – Mestská hora – sedlo Ďurkovej. Czas przejścia: 2.10 h, ↓ 1.30 h
  pieszy: Magurka – leśniczówka Kapustisko – Železné – Ráztocké sedlo – Salatín. Czas przejścia: 3.40 h, ↓ 3.05 h
  pieszy: Magurka – Bašovňa – Sedlo Latiborskej hole. Czas przejścia: 2.15 h, ↓ 1.35 h
  pieszy: Magurka – Bašovňa – Sedlo Zámostskej hole. Czas przejścia: 1.45 h, ↓ 1.05 h
 rowerowy, tzw. Dolnoliptovská cyklotrasa. Jej odcinek: Partizánska Ľupča – Ľupčianska dolina – Tajch – Magurka – Javorina – Veľká Oružná (dolina) – Tajch –  Železné – przełęcz Prievalec – Liptovská Lúžna